# 三台子镇
三台子镇，是中华人民共和国辽宁省锦州市凌海市下辖的一个乡镇级行政单位。

## 行政区划
三台子镇下辖以下地区：
金银堡子村、大湖嘴村、吕家屯村、大二台子村、上铁厂村、下铁厂村、牟家屯村、三台子村、四方台村、上梨峪村、五台子村、三王寨村、四台子村、薛屯村、金刚村、大中五旗村、小湖嘴村、四海屯村、鲤鱼沟村、大上五旗村、小上五旗村、小中五旗村、下五旗村、赵官堡村和枣园子村。